# BFW N.I
O BFW N.I foi um protótipo de bombardeiro noturno desenvolvido no Império Alemão durante a Primeira Guerra Mundial.

## Projeto e desenvolvimento
Em agosto de 1917, a Idflieg instruiu a BFW para desenvolver um bombardeiro noturno capaz de carregar 500 kg (1 100 lb) de bombas. O resultado foi um triplano de dois assentos, motorizado por um Mercedes D.IVa. O N.I voou pela primeira vez no verão de 1918, mas não chegou a ser produzido.